# Комиш-Зоря (станція)
Коми́ш-Зоря́ (до 1974 року — Царекостянтинівка) — стикова міжзалізнична вузлова залізнична станція Запорізької дирекції Придніпровської залізниці на перетині ліній Пологи — Комиш-Зоря та Комиш-Зоря — Верхній Токмак II. Розташована у селищі міського типу Комиш-Зоря Пологівського району Запорізької області.
Найближчі станції: Магедове (25 км) та Розівка (28 км), Щебеневий (10 км).

## Історія
Станція відкрита 1904 року під первинною назвою Царекостянтинівка. У 1974 році станція отримала сучасну назву — Комиш-Зоря. 
У березні-жовтні 2016 року реконструйована дільниця Комиш-Зоря — Волноваха, що дозволило збільшити пропускну здатність в напрямку Маріуполя в півтора рази — до 23 пар вантажних і 4 пасажирських поїздів за добу.
Під час реконструкції об'єктів інфраструктури залізничного транспорту на ділянці Пологи — Комиш-Зоря залізничники здійснили колійний розвиток стикової станції Комиш-Зоря, де було укладено дві додаткові приймально-відправні колії та сім стрілочних переводів, що дозволило збільшити можливості для транспортування вантажів на дільниці Маріуполь — Волноваха — Комиш-Зоря — Запоріжжя удвічі. Наразі через стикову станцію Комиш-Зоря щодоби залізничники пропускають 30 пар поїздів (24 пари вантажних, 4 пасажирських і 2 приміських поїздів). При цьому діючий графік дозволяє збільшити обсяги залізничного руху цією дільницею до 33-35 пар поїздів (26-28 пар вантажних, 5 пасажирських та 2 приміських).

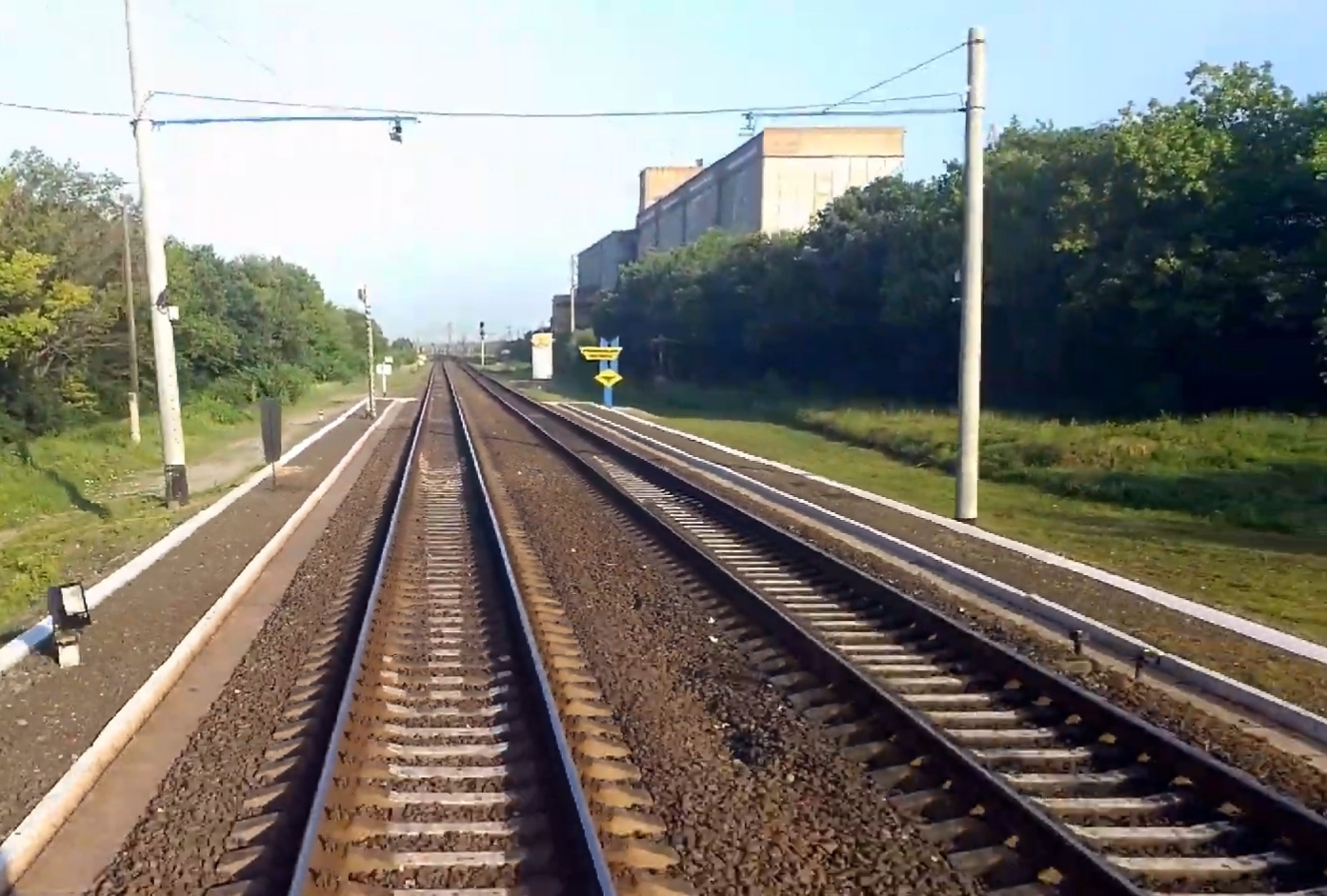
Елеватор на станції Комиш-Зоря

Збільшити пропускну здатність цієї важливої залізничної гілки, що забезпечує сполучення меткомбінатів Приазов'я з рештою території України, вдалося завдяки комплексу робіт з модернізації упродовж 2017—2018 років. До 2017 року дільниця Запоріжжя — Волноваха була однією із найбільш «вузьких місць» напрямку, тому що максимальні розміри руху на ній складали 22 пари поїздів (16 пар вантажних, 4 пасажирських та 2 приміських).
Поетапна модернізація та розвиток напрямку Запоріжжя — Пологи — Комиш-Зоря — Волноваха — Маріуполь триває і надалі. У планах до 2020 року передбачалося довести пропускну спроможність напрямку до 49 пар поїздів на добу (42 вантажних, 5 пасажирських та 2 приміські пари поїздів).

## Пасажирське сполучення
До російського вторгнення в Україну на станції Комиш-Зоря зупинялися пасажирські поїзди далекого та приміського сполучення.
| №                                      | Маршрут сполучення                     | Періодичність курсування               |
| Пасажирські потяги далекого сполучення | Пасажирські потяги далекого сполучення | Пасажирські потяги далекого сполучення |
| -------------------------------------- | -------------------------------------- | -------------------------------------- |
| 9/10 «Приазов'я»                       | Маріуполь — Київ                       | Щоденно, з 31.03.2019                  |
| 83/84 «Азов»                           | Маріуполь — Київ                       | Щоденно                                |
| 69/70                                  | Маріуполь — Львів                      | Щоденно                                |
| 77/78                                  | Маріуполь — Харків / Бахмут            | Через день                             |
| 103/104                                | Маріуполь — Київ                       | Скасований                             |
| 141/142                                | Маріуполь — Одеса                      | Через день                             |
| Потяги приміського сполучення          |                                        |                                        |
| 6855/6860                              | Комиш-Зоря — Пологи                    | Щоденно                                |
| 6955/6956                              | Волноваха — Комиш-Зоря                 | Щоденно                                |
| 6958/6957                              | Комиш-Зоря — Волноваха                 | Щоденно                                |